# واين غريفز
واين غريفز (بالإنجليزية: Wayne Graves)‏ هو لاعب كرة قدم بريطاني، ولد في 18 سبتمبر 1980 في Scunthorpe ‏ في المملكة المتحدة. لعب مع سكونثورب يونايتد.

## وصلات خارجية
- واين غريفز على موقع قاعدة بيانات كرة القدم.إي يو (الإنجليزية)
- واين غريفز على موقع Soccerbase.com (لاعب) (الإنجليزية)